# Liste de philosophes de l'esprit
La liste des philosophes de l'esprit (ou de la conscience) est non exhaustive et regroupe les philosophes étant ou ayant été du courant de la philosophie de l'esprit durant sa vie.
- Alan Turing
- Alexander Bain
- Adi Shankaracharya
- Alexius Meinong
- Andy Clark (en)
- Ansgar Beckermann
- Anthony Kenny
- Aristote
- Arnold Geulincx
- Ayn Rand
- Balthazar Bekker
- Baruch Spinoza
- Brie Gertler (en)
- C. D. Broad
- Celia Green (en)
- Claude Nowell (en)
- Colin McGinn
- Daniel Dennett
- Daniel N. Robinson (en)
- David Chalmers
- David H. M. Brooks (en)
- David Hartley
- David Kellogg Lewis
- David Malet Armstrong
- David Papineau
- David Sosa
- Donald Davidson
- Douglas Hofstadter
- Edmund Husserl
- Edward N. Zalta
- Emil du Bois-Reymond
- Ernest Lepore
- Ernst Tugendhat
- Frank Cameron Jackson
- Franz Joseph Gall
- Fred Dretske
- Friedrich Hayek
- Friedrich Kambartel (en)
- G. E. M. Anscombe
- Gareth Evans
- Georg Henrik von Wright
- George Edward Moore
- Gerhard Dorn
- Gilbert Harman (en)
- Gilbert Ryle
- Gottfried Wilhelm Leibniz
- Gregory Bateson
- Hans-Werner Bothe (en)
- Harry Frankfurt
- Henri Bergson
- Hilary Putnam
- Horace Romano Harré (en)
- J. J. C. Smart
- Jaegwon Kim
- Jerry Fodor
- Jiddu Krishnamurti
- John McDowell
- John Perry
- John Searle
- John Wisdom
- Jurij Moskvitin
- Karl Popper
- Kenneth Allen Taylor
- Ludwig Wittgenstein
- Martha Klein
- Mary Warnock
- Maurice Merleau-Ponty
- Merab Mamardashvili
- Michael Tye
- Ned Block
- Gerald Edelman
- Nicolas Malebranche
- Noam Chomsky
- Owen Flanagan
- Patricia Churchland
- Paul Boghossian
- Paul Churchland
- Paul Ziff (en)
- Peter Carruthers
- Peter Hacker
- Peter Unger
- Petrus de Ibernia (en)
- René Descartes
- Richard Rorty
- Robert Anton Wilson
- Robert Brandom
- Robert Cummins
- Robert Maximilian de Gaynesford (en)
- Ron McClamrock (en)
- Ruth Millikan
- Samuel Guttenplan (en)
- Shaun Gallagher
- Stephen Laurence (en)
- Stephen Stich (en)
- Stephen Yablo
- Susan Hurley (en)
- Sydney Shoemaker
- Tad Schmaltz (en)
- Thomas Baldwin
- Thomas Brown
- Thomas Metzinger
- Thomas Nagel
- Þorsteinn Gylfason (en)
- Timothy Leary
- Timothy Sprigge
- Timothy Williamson
- Tyler Burge
- Ullin Place
- Ward Jones (en)
- Werner Krieglstein (en)
- Wilfrid Sellars
- William Hirstein (en)
- William James